# 篠原実
篠原 実（しのはら みのる、1949年〈昭和24年〉10月30日 - ）は、日本の政治家。元愛媛県四国中央市長（3期）。
愛媛県議会議員（7期）、同議長、自由民主党愛媛県連幹事長などを歴任した。

## 経歴
- 香川大学経済学部卒業。
- 1974年 - 礎工業株式会社代表取締役社長に就任。
- 1987年 - 愛媛県議会議員選挙に立候補し初当選。以後7期県議を務める。
- 2006年 - 愛媛県議会議長に就任[2]。
- 2007年 - 自由民主党愛媛県連幹事長に就任。
- 2013年 - 四国中央市長選挙に立候補し対立候補に対して1万4,758票差をつけて初当選[3][4]。2代目四国中央市長に就任[4]。
- 2017年 - 四国中央市長選挙で再選[5]。
- 2021年 - 四国中央市長選挙で3選[注 1][6]。

## 人物
- 趣味 - 読書、ジョギング[7]
- 信念 - 「額に汗して努力すれば必ず報われる」[7]

## 政策
- 市民文化ホールの建設推進など井原巧市政の継承を掲げている[8]。